# Tlen
Tlen was een Poolse chatdienst ontwikkeld door het Poolse bedrijf O2. Het was volledig compatibel met Gadu-Gadu. De eerste versie kwam in oktober 2001 uit. De client was adware en enkel in het Pools te gebruiken. Het maakte gebruik van een eigen protocol, alhoewel ook XMPP en MSNP ondersteund werden. Komunikator was de chatcliënt voor Windows, OS X en Linux.
Tlen is het Poolse woord voor zuurstof, hetgeen verwijst naar het bedrijf O2 dat de client uitgeeft (O2, de chemische structuurformule van dizuurstof). 

## Functies
- Tekst-, spraak- en videochats
- Versleutelde spraak- en videochats
- Bellen naar de hele wereld (Tlenofon)
- Uploaden van afbeeldingen en bestanden
- Grafische emoticons en avatars
- Chatgeschiedenis
- Gratis sms
- E-mail
- Ondersteuning voor plug-ins en skins
- Videoconferentie
- Overal te gebruiken doordat een internettoepassing bestaat

## Versiegeschiedenis
De eerste versie werd uitgebracht in oktober 2001. De nieuwste versie (7.0.2.1) dateert van 19 april 2011 en is beschikbaar voor Windows, OS X en Linux. De webversie is onafhankelijk van versienummers.

## Bereik
Aantal gebruikers dat minstens eenmaal in de maand het programma gebruikten in Polen:
| Maand Jaar    | Gebruikers |
| ------------- | ---------- |
| maart 2006    | 855 514    |
| maart 2007    | 1 014 289  |
| maart 2008    | 770 417    |
| maart 2009    | 618 091    |
| maart 2010    | 528 271    |
| november 2010 | 427 797    |

In de tegenstelling tot deze daling, steeg het gebruik van concurrent Gadu-Gadu van 5,3 miljoen (maart 2006) naar 6,9 miljoen (maart 2010).